# Blue Lagoon: The Awakening
Blue Lagoon: The Awakening (bra: Lagoa Azul: O Despertar) é um telefilme estadunidense de 2012, dos gêneros aventura e drama romântico, dirigido por Mikael Salomon, com roteiro de Matt Heller e Heather Rutman baseado no romance The Blue Lagoon, de Henry De Vere Stacpoole.
Este remake das diversas versões do mesmo romance tem Brenton Thwaites e Indiana Evans como protagonistas e estreou no Lifetime Television em 16 de junho de 2012.
Christopher Atkins, o protagonista masculino da versão cinematográfica de 1980, faz uma breve aparição neste filme.

## Sinopse
Dois estudantes do ensino médio se conhecem durante uma festa num barco, em viagem de férias pelo litoral caribenho. Emma cai do barco e Dean pula no mar para salvá-la. Eles conseguem nadar até ao bote salva-vidas, chegam a uma ilha deserta e ficam presos por lá. Os dois devem contar com ajuda um do outro para poderem sobreviver enquanto o professor junta a equipe de resgate para encontrar os estudantes. Param as buscas e todos pensam que eles morreram. Eles acabam conhecendo-se e se apaixonam. Constroem uma cabana e aprendem a sobreviver em casal. Dean acaba por se envolver com Emma duas vezes. Depois acaba por passar um avião que vê o sinal que mandam com a pistola sinaleira e voltam para casa onde têm de lidar com os problemas dos seus grupos sociais distintos.

## Elenco
- Indiana Evans como Emma Robinson
- Brenton Thwaites como Dean McMullen
- Denise Richards como Barbara Robinson
- Patrick St. Esprit como Jack McMullen
- Frank John Hughes como Phil Robinson
- Alix Elizabeth Gitter como Lizzie
- Carrie Wampler como Stacey Robinson
- Hayley Kiyoko como Helen
- Aimee Carrero como Jude
- Annie Tedesco como Ms. Collier
- Christopher Atkins como Mr. Christiansen